# Sergej Kormil'cev
Sergej Gennad'evič Kormil'cev (in russo Сергей Геннадьевич Кормильцев?, in ucraino Сергій Геннадійович Кормильцев?, Serhij Hennadijovyč Kormyl'cev; Barnaul, 22 gennaio 1974) è un ex calciatore russo naturalizzato ucraino, di ruolo centrocampista.

## Statistiche

### Cronologia presenze e reti in nazionale
| Cronologia completa delle presenze e delle reti in nazionale ― Russia | Cronologia completa delle presenze e delle reti in nazionale ― Russia | Cronologia completa delle presenze e delle reti in nazionale ― Russia | Cronologia completa delle presenze e delle reti in nazionale ― Russia | Cronologia completa delle presenze e delle reti in nazionale ― Russia | Cronologia completa delle presenze e delle reti in nazionale ― Russia | Cronologia completa delle presenze e delle reti in nazionale ― Russia | Cronologia completa delle presenze e delle reti in nazionale ― Russia |
| Data                                                                  | Città                                                                 | In casa                                                               | Risultato                                                             | Ospiti                                                                | Competizione                                                          | Reti                                                                  | Note                                                                  |
| --------------------------------------------------------------------- | --------------------------------------------------------------------- | --------------------------------------------------------------------- | --------------------------------------------------------------------- | --------------------------------------------------------------------- | --------------------------------------------------------------------- | --------------------------------------------------------------------- | --------------------------------------------------------------------- |
| 18-11-1998                                                            | Fortaleza                                                             | Brasile                                                               | 5 – 1                                                                 | Russia                                                                | Amichevole                                                            | -                                                                     |                                                                       |
| Totale                                                                |                                                                       | Presenze                                                              | 1                                                                     |                                                                       | Reti                                                                  | 0                                                                     |                                                                       |

| Cronologia completa delle presenze e delle reti in nazionale ― Ucraina | Cronologia completa delle presenze e delle reti in nazionale ― Ucraina | Cronologia completa delle presenze e delle reti in nazionale ― Ucraina | Cronologia completa delle presenze e delle reti in nazionale ― Ucraina | Cronologia completa delle presenze e delle reti in nazionale ― Ucraina | Cronologia completa delle presenze e delle reti in nazionale ― Ucraina | Cronologia completa delle presenze e delle reti in nazionale ― Ucraina | Cronologia completa delle presenze e delle reti in nazionale ― Ucraina |
| Data                                                                   | Città                                                                  | In casa                                                                | Risultato                                                              | Ospiti                                                                 | Competizione                                                           | Reti                                                                   | Note                                                                   |
| ---------------------------------------------------------------------- | ---------------------------------------------------------------------- | ---------------------------------------------------------------------- | ---------------------------------------------------------------------- | ---------------------------------------------------------------------- | ---------------------------------------------------------------------- | ---------------------------------------------------------------------- | ---------------------------------------------------------------------- |
| 26-4-2000                                                              | Sofia                                                                  | Bulgaria                                                               | 0 – 1                                                                  | Ucraina                                                                | Amichevole                                                             | -                                                                      |                                                                        |
| 27-3-2002                                                              | Costanza                                                               | Romania                                                                | 4 – 1                                                                  | Ucraina                                                                | Amichevole                                                             | -                                                                      |                                                                        |
| 17-4-2002                                                              | Kiev                                                                   | Ucraina                                                                | 2 – 1                                                                  | Georgia                                                                | Amichevole                                                             | -                                                                      |                                                                        |
| 17-5-2002                                                              | Mosca                                                                  | Ucraina                                                                | 2 – 0                                                                  | Jugoslavia                                                             | L.G. Cup                                                               | -                                                                      |                                                                        |
| 19-5-2002                                                              | Mosca                                                                  | Bielorussia                                                            | 2 – 0                                                                  | Ucraina                                                                | L.G. Cup                                                               | -                                                                      |                                                                        |
| 21-8-2002                                                              | Kiev                                                                   | Ucraina                                                                | 0 – 1                                                                  | Iran                                                                   | Amichevole                                                             | -                                                                      |                                                                        |
| 7-9-2002                                                               | Erevan                                                                 | Armenia                                                                | 2 – 2                                                                  | Ucraina                                                                | Qual. Euro 2004                                                        | -                                                                      |                                                                        |
| 12-10-2002                                                             | Kiev                                                                   | Ucraina                                                                | 2 – 0                                                                  | Grecia                                                                 | Qual. Euro 2004                                                        | -                                                                      |                                                                        |
| 16-10-2002                                                             | Belfast                                                                | Irlanda del Nord                                                       | 0 – 0                                                                  | Ucraina                                                                | Qual. Euro 2004                                                        | -                                                                      |                                                                        |
| 20-11-2002                                                             | Trnava                                                                 | Slovacchia                                                             | 1 – 1                                                                  | Ucraina                                                                | Amichevole                                                             | -                                                                      |                                                                        |
| 12-2-2003                                                              | Smirne                                                                 | Turchia                                                                | 0 – 0                                                                  | Ucraina                                                                | Amichevole                                                             | -                                                                      |                                                                        |
| 29-3-2003                                                              | Kiev                                                                   | Ucraina                                                                | 2 – 2                                                                  | Spagna                                                                 | Qual. Euro 2004                                                        | -                                                                      |                                                                        |
| 2-4-2003                                                               | Kiev                                                                   | Ucraina                                                                | 1 – 0                                                                  | Lettonia                                                               | Amichevole                                                             | -                                                                      |                                                                        |
| 30-4-2003                                                              | Copenaghen                                                             | Danimarca                                                              | 1 – 0                                                                  | Ucraina                                                                | Amichevole                                                             | -                                                                      |                                                                        |
| 18-8-2004                                                              | Newcastle upon Tyne                                                    | Inghilterra                                                            | 3 – 0                                                                  | Ucraina                                                                | Amichevole                                                             | -                                                                      |                                                                        |
| Totale                                                                 |                                                                        | Presenze                                                               | 15                                                                     |                                                                        | Reti                                                                   | 0                                                                      |                                                                        |

## Palmarès

### Club

#### Competizioni nazionali
- Campionato ucraino: 2

Dinamo Kiev: 1998-1999, 1999-2000
- Coppa d'Ucraina: 2

Dinamo Kiev: 1998-1999, 1999-2000